# Tomáš Chovan
Tomáš Chovan (28. prosince 1926 Gombáš – 8. listopadu 1951 Bratislava) byl slovenský poručík ČSA a protikomunistický odbojář odsouzený v politickém procesu komunistickým režimem k trestu smrti a v roce 1951 popraven.

## Životopis
Narodil se v roce 1926 v obci Gombáš (dnes Hubová) do chudé křesťanské rodiny. Měl celkem čtyři sourozence, z nichž dva zemřeli krátce po porodu. Vystudoval vojenskou reálnou školu v Martine a Vojenskou akademii v Hranicích, přičemž studium na ní ukončil v roce 1948 v hodnosti poručíka.

### Po únoru 1948

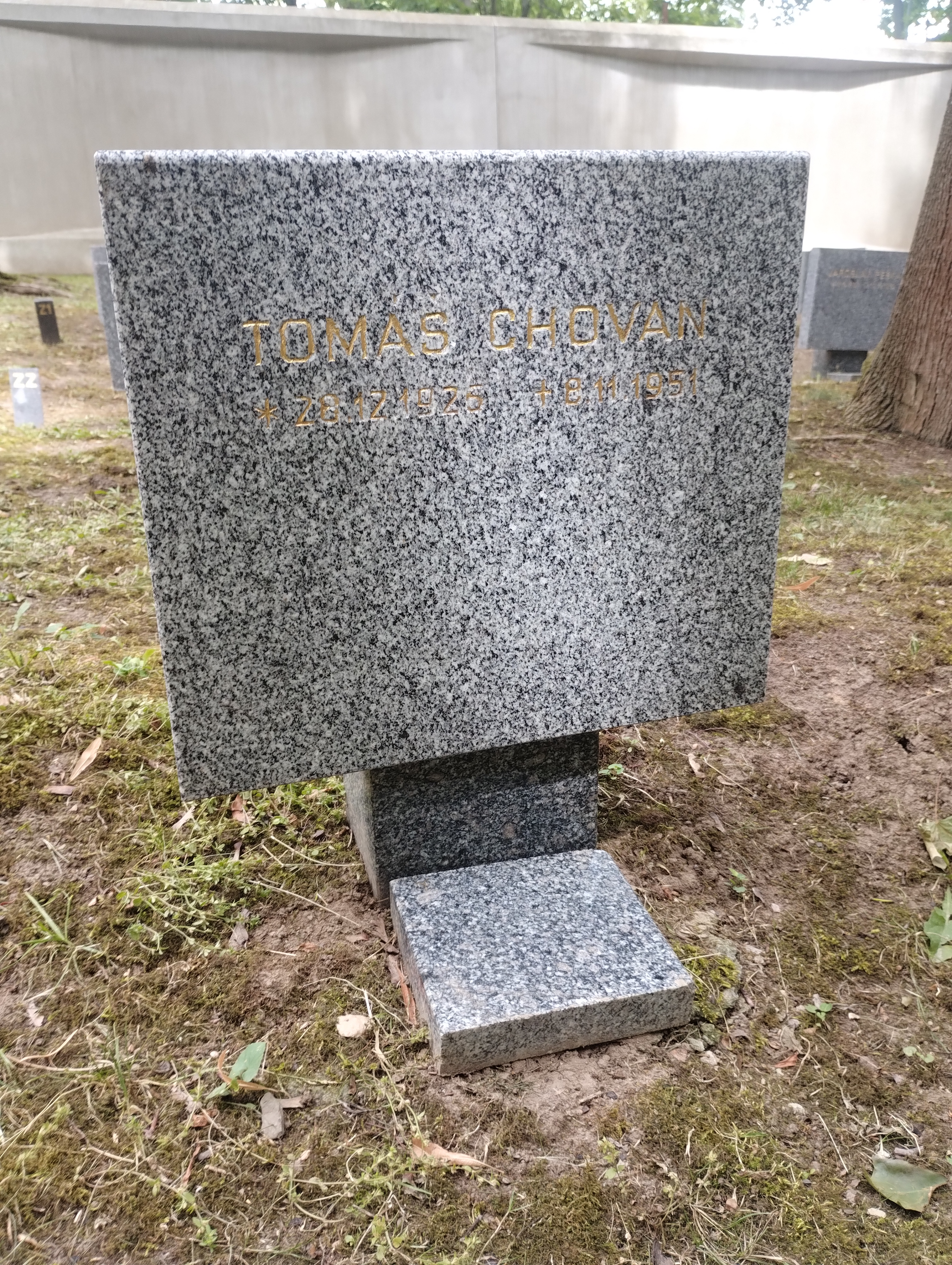
Symbolický náhrobek T. Chovana na Čestném pohřebišti v Ďáblicích

Po komunistickém převratu emigroval již v květnu 1948 do Rakouska. Z něj se poté dostal do Francie. V ní byl vycvičen s cílem vrátit se do vlasti a plnit úkoly v rámci protikomunistické činnosti. Poté působil jako agent chodec. Na bratislavském hlavním nádraží byl ovšem v březnu 1950 zadržen a vzat do vazby. Státním soudem v Bratislavě byl za trestné činy velezrady, vyzvědačství a zběhnutí v politickém procesu konaném v březnu 1951 odsouzen k trestu smrti. Odvolání proti rozsudku bylo zamítnuto a milost neudělil ani přes značné naléhání Chovanovy rodiny a přátel prezident Klement Gottwald. V procesu bylo navíc k dlouholetým trestům odnětí svobody odsouzeno dalších dvacet osob včetně Chovanova blízkého spolupracovníka Rudolfa Pščolky, který dostal doživotní trest. Chovan byl popraven v listopadu 1951.
Pohřben byl na Martinském hřbitově v Bratislavě, umístěn do hrobu, na kterém bylo místo jeho jména uvedeno jen číslo. Na Čestném pohřebišti na Ďáblickém hřbitově se nachází jeho symbolický hrob. Tamní symbolické náhrobky odkazují na zemřelé politické vězně bez ohledu na jejich skutečné místo pohřbení.

## Rehabilitace
Rozsudek byl zrušen po sametové revoluci v říjnu 1991. In memoriam byl povýšen do hodnosti kapitána.

## Připomínka
- V jeho rodné obci, dnešní Hubové, mezi vchody do Obecného úřadu, mu byla umístěna pamětní deska. Na desce je nápis: "ŽIL KRÁTKO A UMREL AKO OBEŤ KOMUNIZMU / V TEJTO OBCI SA NARODIL 28. 12. 1926 KPT. IN MEMORIAM TOMÁŠ CHOVAN. POPRAVENÝ A POCHOVANÝ BOL 8. 11. n1951 V BRATISLAVE ZA ÚČASŤ V PROTIKOMUNISTICKOM ODBOJI.[8]